# Zeit (Rammstein-Lied)
Zeit ist ein Lied der deutschen Band Rammstein, das am 10. März 2022 als Musikvideo und einen Tag später als physische Single vorab aus ihrem achten Studioalbum Zeit ausgekoppelt wurde. Der Song wurde von der Band geschrieben und von dieser mit Olsen Involtini produziert. Die B-Seite der Single enthält zwei alternative Versionen des Liedes – eine Neo-Klassik-Bearbeitung von Ólafur Arnalds sowie einen Remix von Robot Koch.

## Musik und Text
Der Einstieg in das Lied erfolgt sanft mit Klavier, ätherischen Stimmen und der in den Vordergrund gemischten Stimme des Sängers Till Lindemann. Dann folgen eine „weiche four-to-the-floor-Bassdrum und ein angezerrtes Gitarrenlick im Hintergrund“ und nach zweieinhalb Minuten „marschieren Drums, Gitarren und Bass“. Textlich geht es um die Themen Vergänglichkeit und Tod sowie das unvermeidliche Voranschreiten der Zeit. Spiegel-Redakteur Andreas Borcholte bezeichnete das Lied als eine „elegische Meditation über die Vergänglichkeit“.

## Musikvideo
Zu Beginn des zumeist rückwärts laufenden Videos werden die Musiker als Ertrinkende gezeigt, anschließend als Insassen eines Rettungsbootes, denen in stürmischer See eine Gestalt in einem schwarzen Kapuzengewand begegnet. Die nächste Szenerie zeigt die sechs Bandmitglieder in getönten, erdigen Farben erst als erwachsene Soldaten und Partisanen in einem Wald, die sich ein Gefecht liefern, und darauf als kriegspielende Kinder. Weitere Szenen beinhalten eine aufwärts strömende Sandsäule der Zeit, an der Mütter Kinder zur Welt bringen und die Rammstein-Musiker als Geburtshelfer agieren, sowie ein Weizenfeld in warmen Herbstfarben und mit den Musikern als Bauern sowie einer Tochter, die der Kapuzengestalt entgegenläuft. Die Regie führte Robert Gwisdek. Produziert wurde das Video von Kreisfilm.

## Rezensionen
Auch für „diese immer unbequeme Band“ bliebe die Zeit nicht stehen, schrieb Andreas Borcholte und schloss seinen Spiegel-Artikel mit dem Fazit: „So wenig polarisiert wie heute haben Rammstein wohl noch nie.“ In einem Monat, der vom Krieg in der Ukraine und „eisenharten Haltungszwickmühlen“ geprägt sei, ist das für Joachim Hentschel von der Süddeutschen Zeitung hingegen der „musikalische Beitrag der Stunde“. Das Video habe zudem „den kombinierten Nährwert von mindestens drei Netflix-Serien, vier Florian-Henckel-von-Donnersmarck-Filmen und zwei zur Feinwürze eingestreuten Ridley-Scott-Historiendramen“.

## Kommerzieller Erfolg

### Chartplatzierungen
Zeit erreichte auf Anhieb die Spitze der deutschen Singlecharts. Für die Band ist es nach Pussy und Deutschland die dritte Nummer-eins-Platzierung in den deutschen Singlecharts. Darüber hinaus avancierte Zeit zum 14. Top-10-Erfolg sowie zum 33. Charthit in Deutschland. In den deutschsprachigen Singlecharts erreichte das Lied ebenfalls die Chartspitze. Es ist der zwölfte Nummer-eins-Erfolg für Rammstein in dieser Chartliste. Darüber hinaus erreichte das Lied die Chartspitze der Downloadcharts sowie Rang vier der Streamingcharts. In Österreich erreichte Zeit Rang sechs und in der Schweiz Rang zwei, wo es sich lediglich Heat Waves (Glass Animals) geschlagen geben musste.
| ChartsChartplatzierungen | Höchstplatzierung | Wochen |
| ------------------------ | ----------------- | ------ |
| Deutschland (GfK)        | 1 (15 Wo.)        | 15     |
| Österreich (Ö3)          | 6 (8 Wo.)         | 8      |
| Schweiz (IFPI)           | 2 (10 Wo.)        | 10     |

| ChartsJahrescharts (2022) | Platzierung |
| ------------------------- | ----------- |
| Deutschland (GfK)         | 85          |

### Auszeichnungen für Musikverkäufe
| Land/Region        | Auszeichnungen für Musikverkäufe (Land/Region, Auszeichnung, Verkäufe) | Verkäufe |
| ------------------ | ---------------------------------------------------------------------- | -------- |
| Deutschland (BVMI) | Gold                                                                   | 300.000  |
| Insgesamt          | 1× Gold ·                                                              | 300.000  |